# Bačar
Bačar je priimek več znanih Slovencev:
- Just Bačar (1883—1941), zdravnik
- Martin Bačar, učitelj smučanja v Argentini
- Primož Bačar (*1968), košarkar
- Rafael Bačar (1902—1975), biolog, botanik, ornitolog
- Stanislav Bačar (1938—2012), geološki in paleontološki zbiralec, domoznanec, veteran vojne za Slovenijo